# Patrícia Fernanda Schuck
Patrícia Fernanda Schuck (Caxias do Sul, Rio Grande do Sul) é uma cientista brasileira e professora do Instituto de Bioquímica Médica Leopoldo de Meis da Universidade Federal do Rio de Janeiro (UFRJ). Farmacêutica pela Faculdade de Farmácia da Universidade Federal do Rio Grande do Sul (UFRGS), possui mestrado e doutorado em Ciências Biológicas: Bioquímica pela UFRGS, sob orientação do Prof. Dr. Moacir Wajner. Especialista em bioquímica, Schuck busca entender a fisiopatologia de erros inatos do metabolismo para desenvolver tratamentos para doenças genéticas raras, como fenilcetonúria, galactosemia e deficiência de MCAD. Em 2010, foi agraciada com o Prêmio L’Oréal-UNESCO-ABC "Para Mulheres na Ciência", pelo impacto de seu trabalho no estudo da fenilcetonúria. Foi membro afiliado da Academia Brasileira de Ciências no período 2011-2015. 
Desde 2021, Patrícia é coordenadora, juntamente com o Prof. Dr. Gustavo da Costa Ferreira, do Laboratório de Erros Inatos do Metabolismo (LEIM)  do Instituto de Bioquímica Médica Leopoldo de Meis da UFRJ, onde desenvolve seus projetos de pesquisa. Também coordena o projeto de extensão "Vamos falar sobre doenças raras?" da UFRJ, cujo objetivo é conscientizar a população sobre doenças raras.